# Andrew Bruce, 11. Earl of Elgin

Wappen der Earls of Elgin

Andrew Douglas Alexander Thomas Bruce, 11. Earl of Elgin, 15. Earl of Kincardine, KT, CD, DL, JP (* 17. Februar 1924) ist ein britischer Peer, Offizier und Politiker, sowie Chief des schottischen Clan Bruce.

## Leben
Andrew Bruce ist der älteste Sohn von Edward Bruce, 10. Earl of Elgin, aus dessen Ehe mit Hon. Katherine Elizabeth Cochrane, Tochter von Thomas Cochrane, 1. Baron Cochrane of Cults. Als Heir apparent seines Vaters führte er bis 1968 den Höflichkeitstitel Lord Bruce.
Er besuchte das Eton und studierte am Balliol College der Universität Oxford. Im Rahmen des Zweiten Weltkriegs wurde er 1943 in die British Army eingezogen und nahm als Second Lieutenant der Scots Guards an der Operation Overlord in der Normandie teil, in deren Verlauf er im August 1944 verwundet wurde und daraufhin einige Zeit im Rollstuhl saß. 1946 wurde er als Invalide im Rang eines Lieutenant aus dem aktiven Armeedienst entlassen und nahm sein Studium wieder auf. 1949 erreichte er am Balliol College den Abschluss eines Bachelor of Arts und 1959 den eines Master of Arts. 1951 wurde er zum Friedensrichter für Fife ernannt.
1951 nahm er den Armeedienst wieder auf und wurde Ausbilder bei der Army Cadet Force, der Jugendorganisation der British Army. Er stieg dort zum County Cadet Commandant für Fife auf und schied schließlich 1965 im Ehrenrang eines Lieutenant-Colonel aus dem aktiven Dienst aus. Seit 1970 ist er Ehrenoberst des 31 Combat Engineer Regiment (The Elgins) und des historisch mit diesem verbundenen No 7 Royal Canadian Army Cadet Corps. Von 1976 bis 1986 war er auch Ehrenoberst des 153 (Highland) Transport Regiment.
Von 1955 bis 1987 war er Deputy Lieutenant und von 1987 bis 1999 Lord-Lieutenant von Fife.
Beim Tod seines Vaters erbte er 1968 dessen Adelstitel als 11. Earl of Elgin, 15. Earl of Kincardine, 11. Lord Bruce of Kinloss, 15. Lord Bruce of Torry und 4. Baron Elgin, einschließlich des damit verbundenen Sitzes im House of Lords, sowie die Chiefwürde des Clan Bruce. Der Parlamentssitz ging ihm 1999 mit dem Inkrafttreten des House of Lords Act wieder verloren.
Bruce hatte zahlreiche geschäftliche Posten inne. So war er unter anderem von 1975 bis 1994 Präsident der Scottish Amicable Life Assurance Society sowie Vorsitzender des National Savings Committee for Scotland.
1980 und 1981 war er Lord High Commissioner to the General Assembly of the Church of Scotland.
1982 wurde er als Knight Companion in den Distelorden aufgenommen. 1981 wurde er mit der Canadian Forces Decoration und 1994 mit dem norwegischen Sankt-Olav-Orden ausgezeichnet. Er ist Captain der Royal Company of Archers sowie früherer Obmann des Standing Council of Scottish Chiefs. Er war von 1966 bis 1985 Brigadepräsident der Boys’ Brigade und von 1961 bis 1965 Freimaurer-Großmeister der Grand Lodge of Scotland. Er ist Ehrenbürger von Bridgetown, Regina, Port Elgin, Winnipeg, St. Thomas, und Moose Jaw.
Lord Elgin war Präsident des Royal Caledonian Curling Club und ist Ehrenpräsident des Broomhall Curling Club. 1982 war er Skip von schottischen Curlings-Teams, die eine Bestenauswahl von kanadischen Teams in mehreren Spielen besiegte. Die Verbindung seiner Familie zu Kanada datiert aus dem 19. Jahrhundert, seitdem sein Vorfahr, James Bruce, 8. Earl of Elgin, Generalgouverneur von Kanada war. Er war Präsident des Royal Scottish Automobile Club sowie in den 1960er Jahren des schottischen Motorsportteams Ecurie Ecosse, für das unter anderen Jimmy und Ian Stewart fuhren.

## Ehe und Nachkommen
1959 heiratete er Victoria Mary Usher. Seine Gattin ist eine Schirmherrin des Royal Caledonian Ball. Das Paar hat fünf Kinder:
- Lady Georgina Mary Bruce (* 1960);
- Charles Edward Bruce, Lord Bruce (* 1961), ⚭ (1) 1990–2000 Amanda Leigh Movius, ⚭ (2) 2001 Alice Enders;
- Lady Antonia Katherine Bruce (* 1964), ⚭ 1989 Marcel Ballot;
- Hon. Adam Robert Bruce (* 1968), ⚭ 2003 Donna Maria-Sofia Pignatelli di Belmonte, Tochter des Don Angelo Pignatelli di Belmonte, 13. Fürst von Belmonte;
- Hon. Alexander Victor Bruce (* 1971), ⚭ 1998 Victoria M. Bythell.